# Projekt 667B Murena
Projekt 667B Murena eller Delta I-klass var en sovjetisk robotubåt som började utvecklas 1965 då Sovjet sökte en ny generations ubåt som kunde avfyra sina robotar mot USA utan att behöva passera Natos SOSUS (SOund SUrveillance System) barriär i mitten av Nordatlanten.
1972 kom den första ubåten ur Murena-klassen i tjänst hos Sovjetunionens norra flotta. Den bar på ett nytt utvecklad navigationssystem kallat Topol-B och även ett avancerat satellitnavigationssystem med namnet Cyclone-B. Klassen var bestyckad med 12 ballistiska robotar av modellen R-29 (NATO-beteckning SS-N-8 Sawfly) som hade en maximal räckvidd på 7800 km.
Totalt konstruerades 18 ubåtar i Murena-klassen. Dessa fortsatte att tjänstgöra ända fram till Sovjets sammanbrott för att sedan fortsätta i tjänst hos den ryska flottan fram till mitten av 1990-talet. 1998 togs den sista ubåten av Murena-klassen ur bruk för att sedan skrotas.